# Onthophagus clermonti
Onthophagus clermonti là một loài bọ cánh cứng trong họ Bọ hung (Scarabaeidae).